# عبيدة بن عبد الرحمن السلمي
عبيدة بن عبد الرحمن السلمي (نسبة إلى بني سليم). والي أذربيجان وإفريقية. 
ولاّه هشام بن عبد الملك على المغرب بعد بشر بن صفوان الكلبي ودخل القيروان سنة 110 هـ (728-729م)، وسير أمور المغرب، والأندلس معاً، ثم عزله هشام سنة 114 هـ (732-733م)، بعد تلقي شكوىً وردت إليه، فقدم الشام، وتوفي في نفس السنة، وخلفه على أفريقية، والأندلس عبيد الله بن الحبحاب.
عُرف بالتعصب للقيسية، والتحامل على عمال سلفه بشر بن صفوان اليماني، وكان شديداً على البربر، وأكثر من غزوهم، فكان من السهولة عليهم تقبل مبادئ الخوارج.